# William Odling
William Odling, angleški kemik, * 5. september 1829, Southwark, London, † 17. februar 1921, Oxford.
Prispeval je k razvoju periodičnega sistema elementov. 
Bil je edini sin zdravnika Georgea Odlinga. Leta 1872 se je poročil z Elizabeth Mary Smee, s katero sta imela tri sinove.
Odling je služil tudi kot štipendist, častni sekretar, podpredsednik in predsednik Londonskega kemijskega društva ter cenzor, podpredsednik in predsednik Kemijskega inštituta.

## Začetki
Leta 1846 je kot študent medicine vstopil v Guy's Hospital in študiral kemijo pri Alfredu Swaineu Taylorju, kjer je diplomiral iz medicine leta 1849 z zlatimi medaljami iz kemije in odlikovanji iz fiziološke botanike. Leta 1851 pa je nadgradil  svojo diplomo iz medicine z odliko iz fiziologije in primerjalne anatomije. 
Odling je odšel v Pariz in pri Gerhardtu študiral kemijo. Pri 21 letih je bil imenovan za direktorja kemijskega laboratorija v Guy's Hospital, kasneje pa je postal predavatelj kemije in profesor praktične kemije. Odling je bil eden izmed vodilnih teoretičnih kemikov v Angliji med renesanso britanske kemije med letoma 1850 in 1870.
Leta 1848 je postal sodelavec Kemijskega društva in bil izvoljen za enega izmed dveh sekretarjev leta 1856, v tej funkciji pa je deloval do leta 1869, ko je postal podpredsednik. Kot predsednik društva pa je delo opravljal od 1873 do 1875 in bil 65 let član Sveta.

## Kariera
Odling je postal predavatelj kemije na medicinski šoli bolnišnice St Bartholomew in demonstrator na zdravstveni šoli Guy's Hospital leta 1850. Leta 1856 je bil imenovan za prvega zdravstvenega uslužbenca v Lambethu, na položaju pa je nadaljeval do leta 1862. V tem obdobju je doživel epidemijo kolere, ki jo je zasledil do onesnažene vodne vode, posebej pa ga je zanimala reka Temza, za katero je ugotovil da je izredno čista zaradi naravnega čiščenja.
9. junija 1859 je bil William izvoljen za štipendista Kraljeve družbe, istega leta pa je postal član Kraljevega kolegija zdravnikov, kjer je leta 1863 in še nekaj naslednjih let opravljal funkcijo izpraševalca. Leta 1868 je zapustil St Bartholomewa in postal  profesor kemije na kraljevi instituciji, kjer so ga povabili, da predava o kemijskih spremembah ogljika in izgorevanju. 
Leta 1872 je zapustil kraljevsko ustanovo in postal profesor kemije na fakulteti v Oxfordu, kjer je delal do svoje upokojitve 1912.
Leta 1875 je na univerzi Leiden na Nizozemskem prejel častni doktorat.

## Dela
- A Course of Practical Chemistry: Arranged for the Use of Medical Students (1854)
- A Manual of Chemistry (1861)
- Lectures on Animal Chemistry (1866)
- Chemistry (1884)

## Odkritja
V 1860-ih je Odling, tako kot mnogi kemiki, delal pri razvrščanju elementov, kar bi sčasoma pripeljalo do periodične tabele elementov. Zanimale so ga atomske mase in občasno pojavljanje kemičnih lastnosti. 
William Odling in Lothar Meyer sta izboljšala originalno periodično tabelo Dimitrija Mendelejeva. Odling je sestavil tabelo elementov, v kateri je uporabil ponavljajoče se enote  sedmih elementov, kar je izrazito podobno Mendelejevi prvi tabeli. Skupine so vodoravne, elementi so razvrščeni po naraščanju atomske teže. Odlingova verzija periodnega sistema je vsebovala 57 elementov, Lotharjeva pa 44 elementov.
Poleg tega je Odling premagal težavo s telurijem in jodom in mu je celo uspelo dobiti talij, svinec, živo srebro in platino v pravih skupinah - nekaj, kar Mendeleju ni uspelo storiti že pri prvem poskusu.
Nadkriptne enojne, dvojne in trojne navpične črte je Odling uvedel za enakovrednost ali "nadomestljivo vrednost" elementa ali skupine znotraj formule tipa v primerjavi z vodikom. To koristno notacijo so hitro sprejeli tudi drugi kemiki in do leta 1860 so bile vertikalne črte prepoznane kot označevanje valenc določenih atomov. Odling je uvedel tudi "mešane vrste" za molekule, kot je natrijev tiosulfat.
Odling je bil eden izmed sekretarjev na mednarodni konferenci o racionalnem sistemu kombiniranja ali atomske uteži, ki je bila organizirana v Karlsruheju leta 1860. Med letoma 1853 in 1863 je bil navdušen propagandist zaradi Gerhardtove delne revizije atomske uteži, in čeprav takoj ni videl potrebo po bolj obsežni reviziji Cannizzara, jih je sprejel in objavil že v letu 1864. 
Tako kot Laurent je tudi Odling imel strast do naučenih in pogosto neizvedljivih neologizmov. Leta 1864 je uvedel izraze "monada", "dyad" in "tetrad" za spremenljive valenčne enote, ter "artiadi" in "perissads" za elemente z enakomernimi in neparnimi valencami. Izrazi so se široko uporabljali v britanskih učbenikih in izpitih do približno leta 1900.   
Odlingovo zanimanje za klasifikacijo ga je neizogibno vodilo k preučevanju naravnih razmerij med kemičnimi elementi in k objavljanju več starodavnih shem med letoma 1857 in 1865. Morda je bil med mnogimi predhodniki Mendeleja edinstven, ker je dal večji poudarek fizičnim in kemijskim analogijam med elementi in njihovimi spojinami, namesto da bi se prepuščali številčnim ugibanjem o atomski masi elementov.